# Kullarmarktjärnen
Kullarmarktjärnen är en sjö i Härnösands kommun i Ångermanland och ingår i Ångermanälven-Gådeåns kustområde. Sjön har en area på 0,0723 kvadratkilometer och ligger 121 meter över havet. Sjön avvattnas av vattendraget Mjösjöbäcken.

## Delavrinningsområde
Kullarmarktjärnen ingår i det delavrinningsområde (695322-159908) som SMHI kallar för Inloppet i Mjösjön. Medelhöjden är 153 meter över havet och ytan är 4,23 kvadratkilometer. Det finns ett avrinningsområde uppströms, och räknas det in blir den ackumulerade arean 5,15 kvadratkilometer. Mjösjöbäcken som avvattnar avrinningsområdet har biflödesordning 2, vilket innebär att vattnet flödar genom totalt 2 vattendrag innan det når havet efter 5 kilometer. Avrinningsområdet består mestadels av skog (83 procent). Avrinningsområdet har 0,08 kvadratkilometer vattenytor vilket ger det en sjöprocent på 1,8 procent.